# Tongdosa
Tongdosa (통도사?, 通度寺?, T'ongdosaMR; lett. "Salvezza del mondo attraverso la padronanza della verità") è uno dei templi principali dell'ordine Jogye del Buddismo coreano, sito nella parte meridionale del monte Chiseosan vicino a Yangsan, Gyeongsang Meridionale, Corea del Sud.
È uno dei templi coreani più grandi e fa parte dei Tre Templi Gioiello insieme a Haeinsa e Songgwangsa: Tongdosa rappresenta Gautama Buddha, Haeinsa rappresenta il dharma e Songgwangsa rappresenta il sangha.

## Storia
Tongdosa venne costruito nel 646, sotto il regno della regina Seondeok di Silla, dopo che il monaco Jajang ebbe portato delle reliquie di Buddha dalla Cina Tang. Esse comprendevano una tunica, una ciotola per l'elemosina e un osso del cranio, oppure una poesia, un molare e il cranio intero. Jajang seppellì separatamente le reliquie sotto la pagoda Hwangryong vicino alle Geumgang Gyedan, ovverosia le scale di Tongdosa.
Il tempio sopravvisse alla caduta del regno di Silla e prosperò durante il successivo periodo Goryeo (918-1392), diventando uno dei templi più grandi della Corea, con probabilmente migliaia di monaci e centinaia di edifici. La maggior parte delle costruzioni venne distrutta durante le invasioni giapponesi della Corea (1592-1598), tranne il Daeungjeon, che sfuggì alle fiamme e fu riparato all'inizio del XVII secolo. Le reliquie di Buddha sopravvissero in quanto vennero mandate al monaco Seosan sul monte Geumgangsan.

### Leggenda
Secondo una leggenda, nel luogo della fondazione di Tongdosa si trovava un grande stagno in cui vivevano nove draghi malvagi che causavano danni alla popolazione locale. Il monaco Jajang ingiunse loro di andarsene recitando un testo magico e le scritture buddiste, e quando i draghi si rifiutarono, scrisse il carattere cinese di "fuoco" su un foglio di carta e lo lanciò verso il cielo mentre batteva sulla superficie dello stagno con il suo bastone. L'acqua iniziò così a bollire. Tre draghi non sopportarono il calore e cercarono di scappare volando via, ma morirono schiantandosi contro una falesia chiamata Yonghyeolam ("roccia del sangue di drago"). Cinque draghi volarono a sud-ovest in una valle che venne poi chiamata Oryonggok ("valle dei cinque draghi"). L'ultimo drago restò invece accecato dal calore e promise a  Jajang che, se gli avesse risparmiato la vita e permesso di rimanere nello stagno, avrebbe sorvegliato il tempio per sempre. Il monaco accolse la sua richiesta; lo stagno in questione ha preso il nome di Guryongji ("stagno dei nove draghi") e si trova dietro il Daeungjeon.

## Complesso
Il complesso di Tongdosa comprende 35 edifici e pagode, e nelle sue vicinanze si trovano altri quattordici templi più piccoli. Al suo interno conserva 19 tesori provinciali e 794 beni culturali locali designati dalla provincia del Gyeongsang Meridionale. Non ci sono statue di Buddha in quanto il tempio ne custodisce le reliquie autentiche, conservate in stupa attorno a cui sono disposti i cortili. Gli edifici appartengono a vari stili architettonici, e molti di essi non sono dipinti oppure sono sbiaditi.

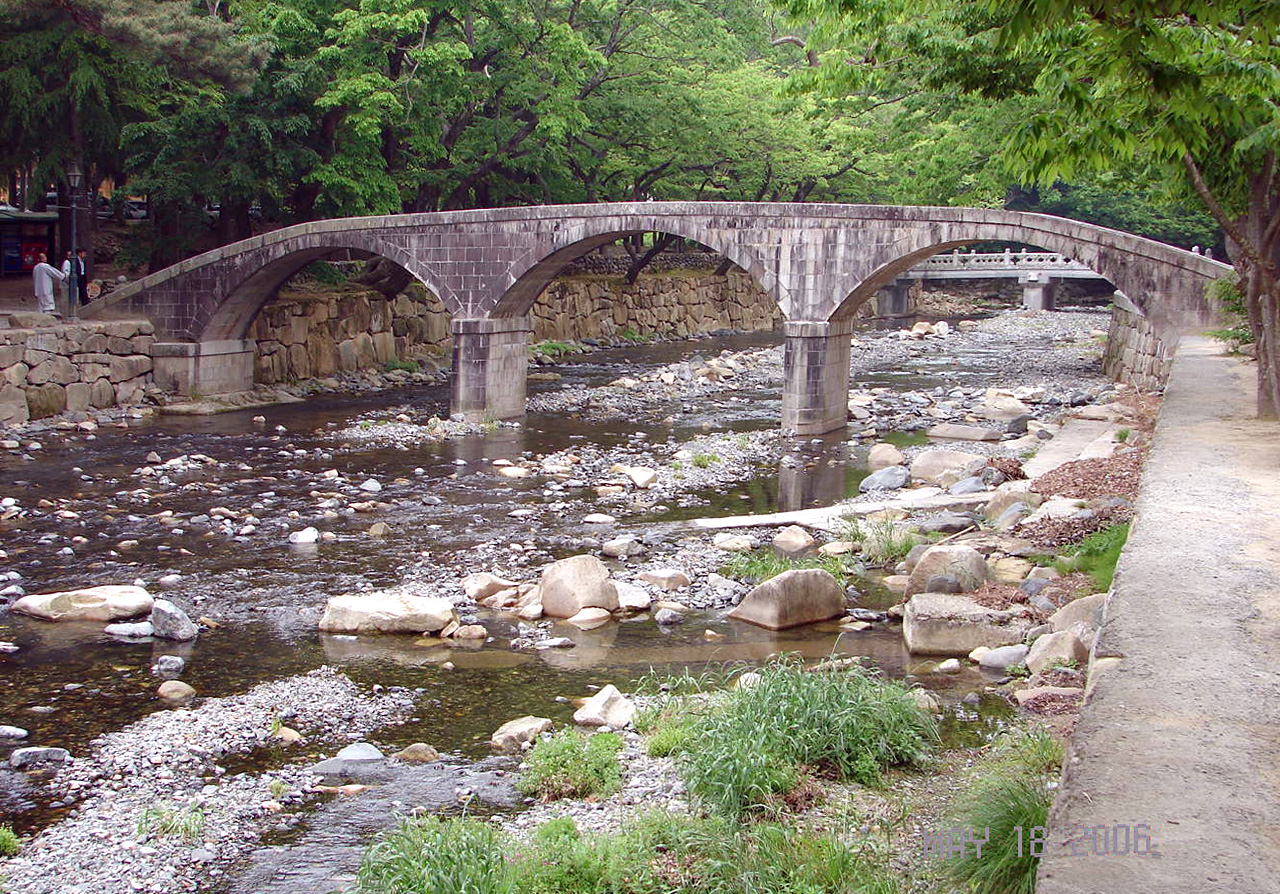
Il ponte Samseongbanwol.

La strada che porta al tempio attraversa una foresta chiamata "pini che danzano nel vento" e conduce al cancello d'ingresso Ilju. Nei pressi si trova un ponte a tre arcate chiamato Samseongbanwol ("tre stelle e mezza luna"). Superato il cancello Ilju si arriva alla Porta dei Guardiani delle Quattro Direzioni o Quattro Re Celesti, ognuno dei quali veglia su una direzione cardinale.

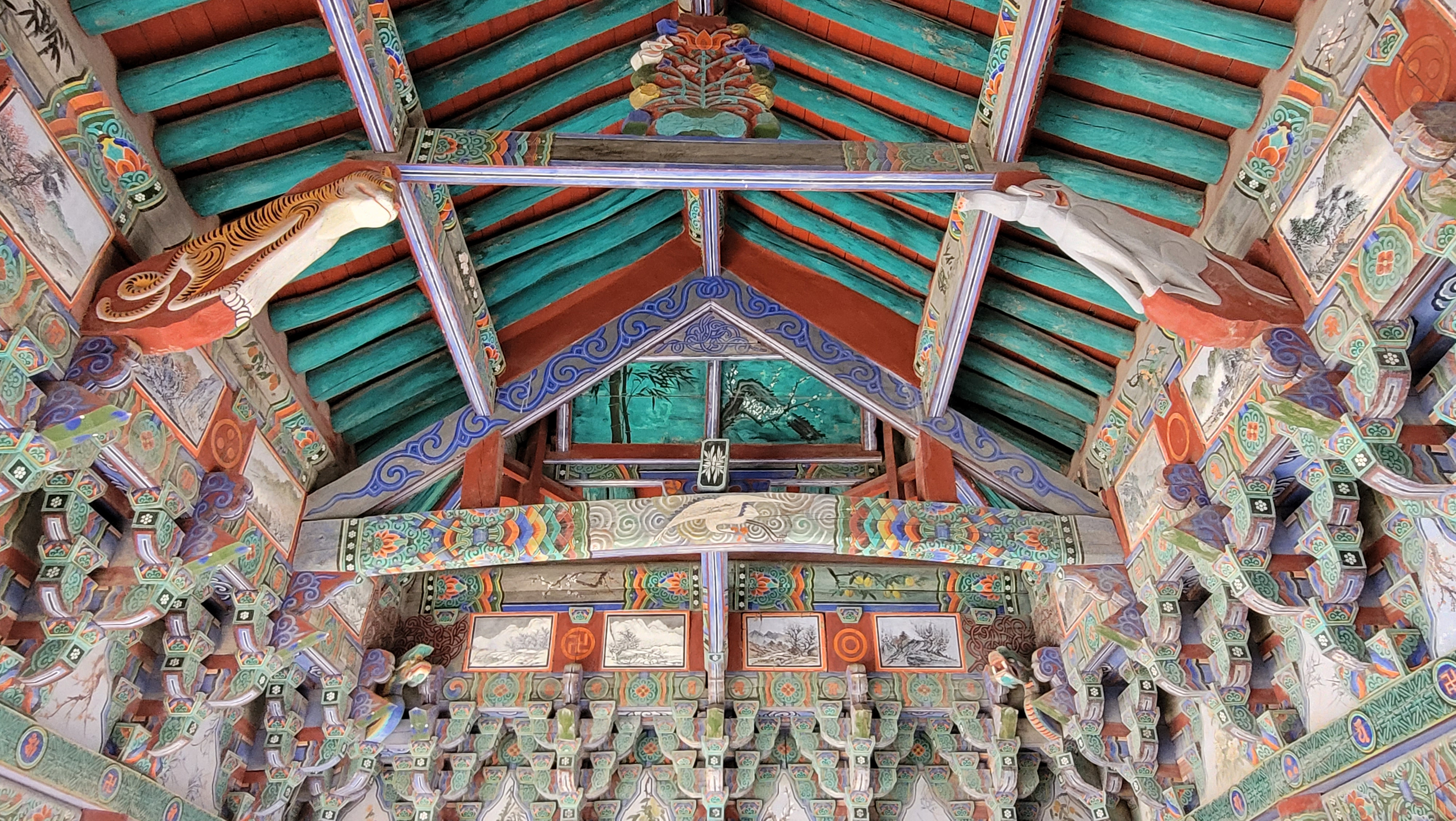
Dettaglio della porta Burimun.

La terza porta del tempio, Burimun (designata Proprietà culturale tangibile provinciale del Gyeongsang Meridionale n. 252) è conosciuta come Porta della Non-dualità a indicare che non esiste distinzione tra il Buddha e gli esseri umani, essere e non-essere, bene e male, pienezza e vuoto. Venne inizialmente costruita nel XIV secolo durante il regno di Chungnyeol di Goryeo e poi continuamente distrutta e ricostruita, per l'ultima volta sul finire del periodo Joseon.
La sala principale Daeungjeon (designata Tesoro Nazionale n. 290) è a tre falde anziché due, apparendo esattamente uguale se osservata da diverse direzioni. Sopra le porte anteriori sono incise delle teste di drago, mentre sul muro posteriore una coda dello stesso animale in quanto nel buddismo coreano è ampiamente diffusa la credenza che la sala principale sia come una nave-drago che i morti possono usare per raggiungere il paradiso.

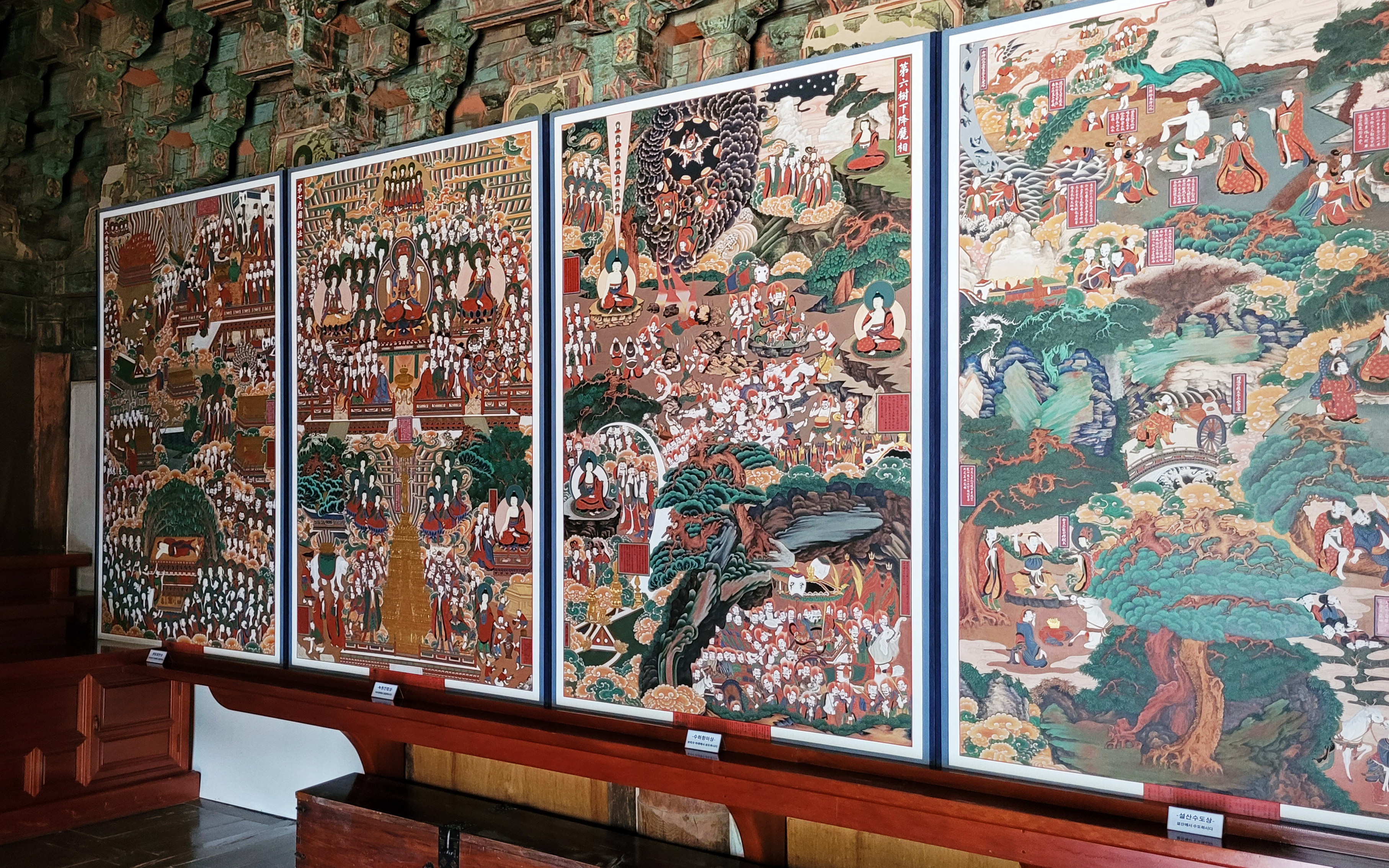
Murali a Yeongsanjeon.

La sala Yeongsanjeon (designata Proprietà culturale tangibile provinciale del Gyeongsang Meridionale n. 203) venne restaurata durante il regno di Sukjong di Joseon, mentre il dipinto che ne adorna la piattaforma principale fu completato durante il regno di Yeongjo. La sala ospita un murale datato tardo XVIII secolo raffigurante una scena del Sutra del Loto, l'unico del suo genere in Corea.
La sala Yonghwajeon (designata Proprietà culturale tangibile provinciale del Gyeongsang Meridionale n. 204) fu costruita durante il regno di Gongmin di Goryeo e poi ricostruita sotto Yeongjo di Joseon. L'interno è decorato con diversi motivi di draghi e ospita una statua di Maitreya Bodhisattva. Al suo esterno si trova un monumento in pietra alto circa 3 metri.